# ジュゼッペ・チェーザリ

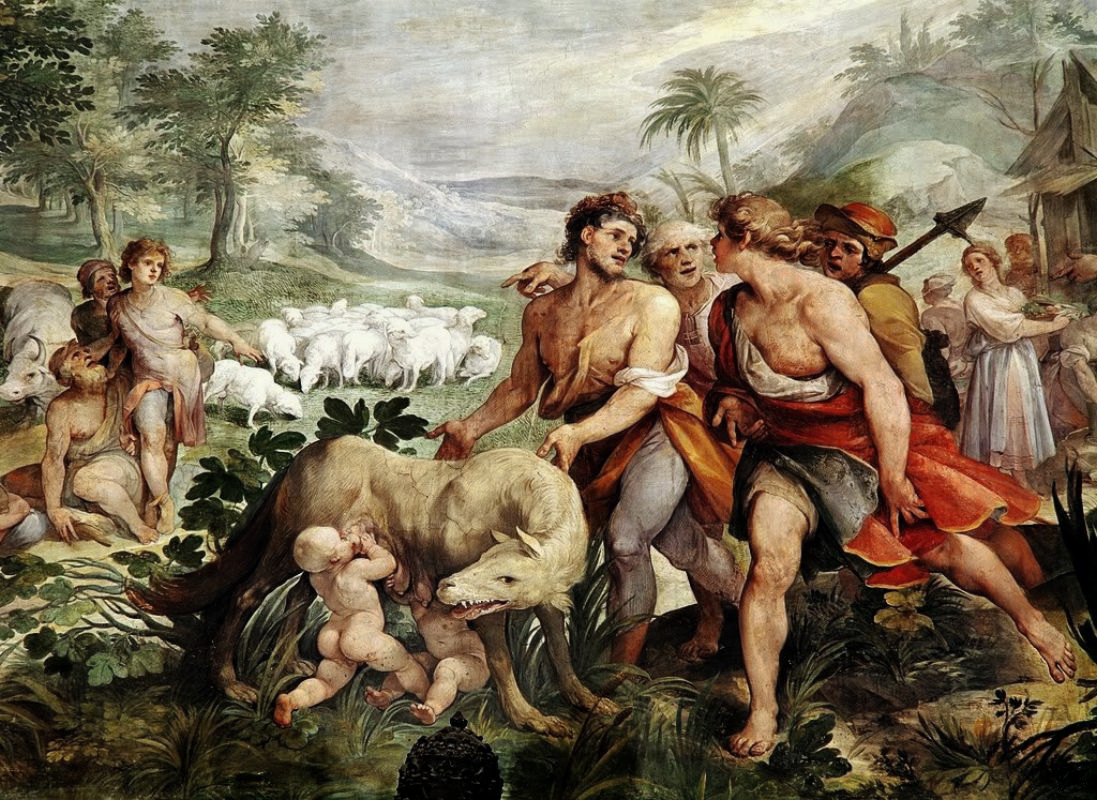
Palazzo dei Conservatoriの壁画、「ロムルスとレムス」-部分 (1596)

ジュゼッペ・チェーザリ（Giuseppe Cesari、1568年2月 - 1640年7月3日）は、イタリアの画家である。ローマの宮殿や教会の装飾画を描き、ローマ教皇クレメンス8世によって、騎士に叙階されたので、「カヴァリエーレ・ダルピーノ(Cavalier d'Arpino:　アルピーノの騎士)」の名前でも知られる。

## 略歴
画家、ムツィオ・チェーザリ(Muzio Cesari)とスペイン貴族の娘との間の子として、当時ナポリ王国の領地だったアルピーノで生まれたとされるが、出生地をローマとする説もある。1582年にはローマに移っていて、ニッコロ・チルチニャーニ(Niccolò Circignani: c.1530–1597)の弟子になり、チルチニャーニの助手としてバチカンのロッジア（開廊）に装飾画を描く仕事をした。学者で司祭のイグナツィオ・ダンティ(Ignazio Danti)の推薦でローマ教皇グレゴリウス13世から奨学金を受けた。ジャコモ・ロッカ(Giacomo Rocca 1532 - 1605) に学び、ロッカの師であるマニエリスムの画家ダニエレ・ダ・ヴォルテッラの作品を研究した。1583年末にアカデミア・ディ・サン・ルカに入会した。1584年からトリニタ・デイ・モンティ教会で装飾画を描き、1585年にはクイリナーレ宮殿の仕事をした。
18歳になった1586年に教皇庁美術・文芸アカデミー(Pontificia Insigne Accademia di Belle Arti e Letteratura dei Virtuosi al Pantheon)の会員に選ばれた。ローマで教会の壁画を描く仕事をした後、1589年にはナポリで働き、サン・マルティーノ修道院で装飾画を描き始め、完成前にローマに戻ったが、弟のベルナルディーノ・チェザーリ(Bernardino Cesari:1571–1622)がこれを完成させた。
1592年に教皇クレメンス8世によって騎士に叙階された。1591年から1598年の間はサン・ルイジ・デイ・フランチェージ教会の装飾画を描いている。有名な画家になるカラヴァッジオは1592年頃から1594年頃までチェーザリの助手として働いた。その他の弟子には、フランチェスコ・アレグリーニ・ダ・グッビオ(Francesco Allegrini da Gubbio:1587–1663)、グイド・ウバルド・アバティーニ(Guido Ubaldo Abatini:1600-1656)、ヴィンチェンツォ・マネンティ(Vincenzo Manenti:c.1600-1674)、ベルナルディーノ・パラソーレ(Bernardino Parasole:生没年不詳)がいる。
1599年にアカデミア・ディ・サン・ルカの会長になり、その後もローマで最も有力で裕福な画家として多くの作品を描いた。

## 作品

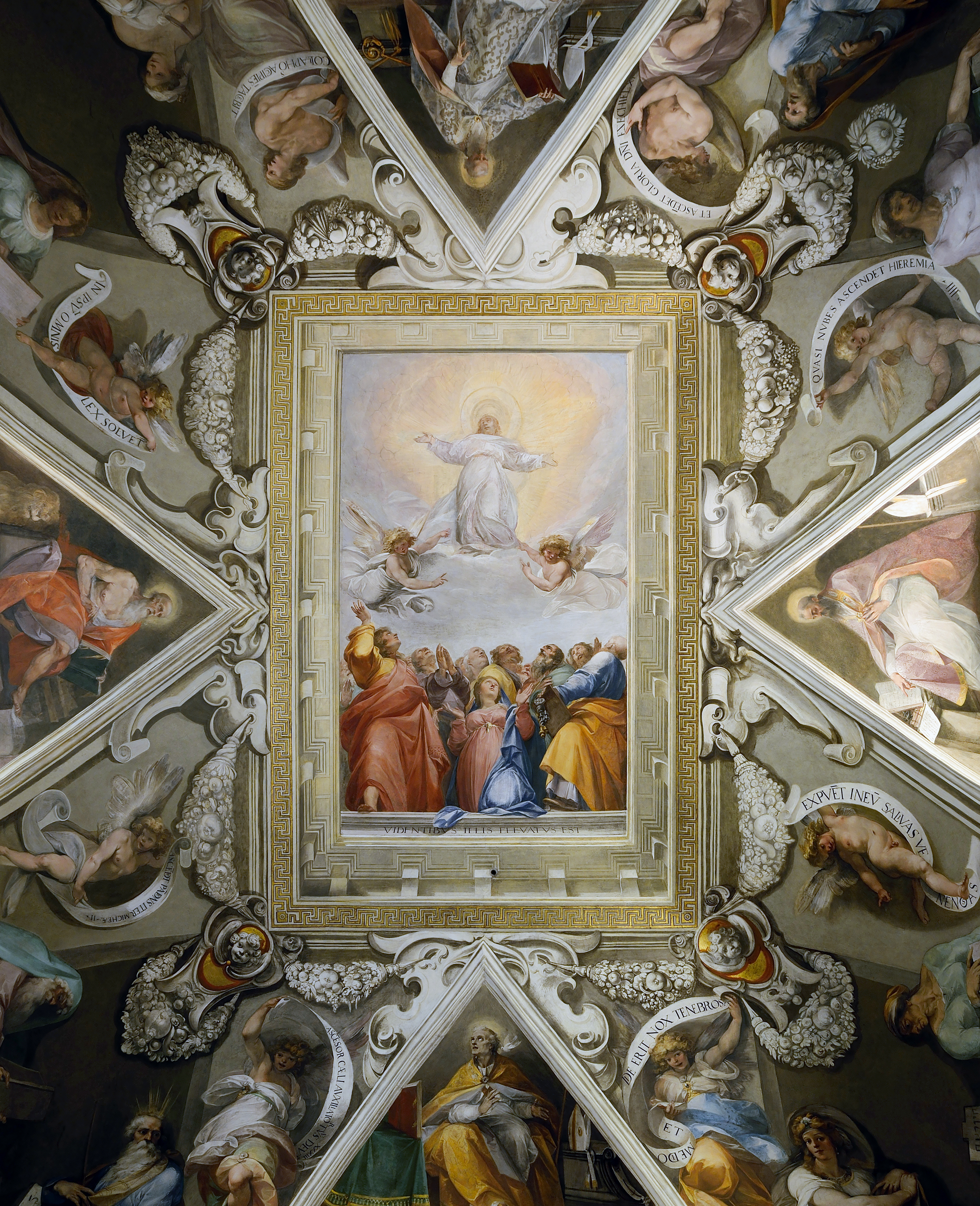
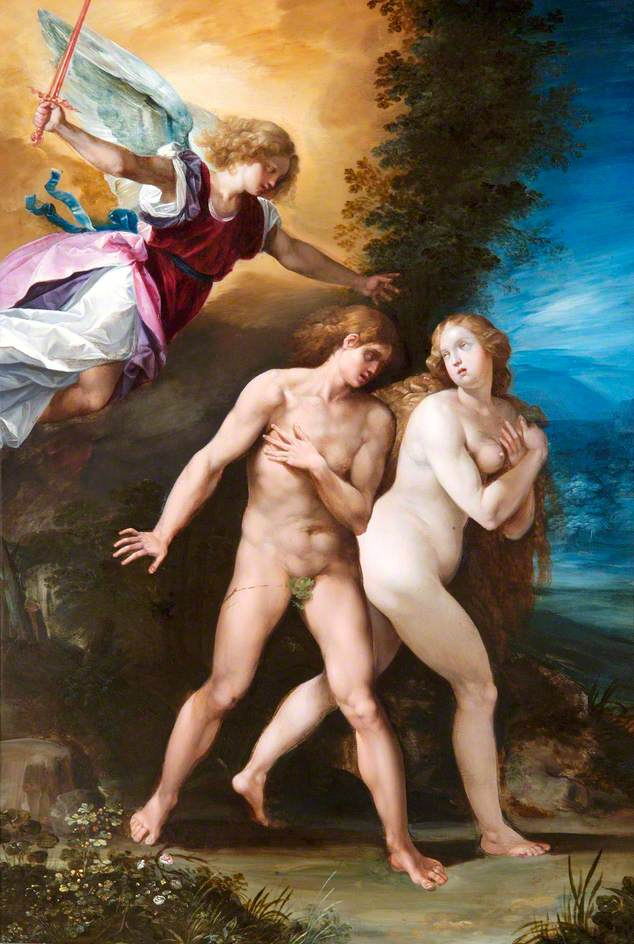
楽園追放 (1600-1610)、アプスリー・ハウス蔵
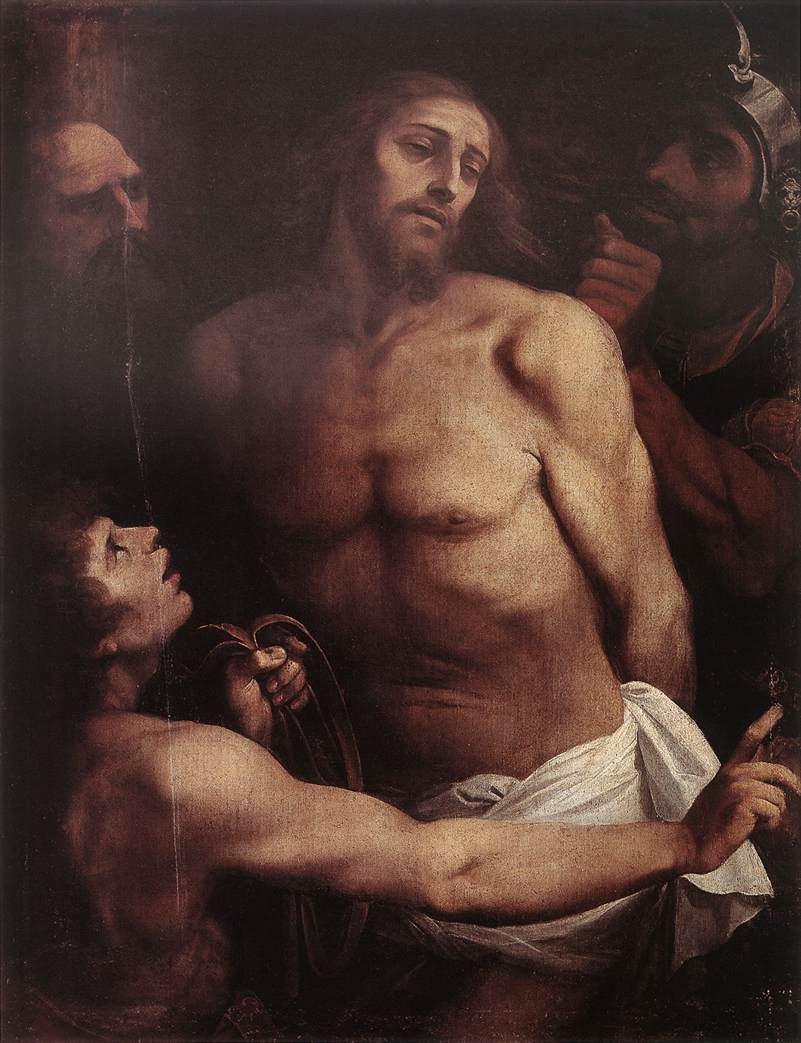
キリストの受難
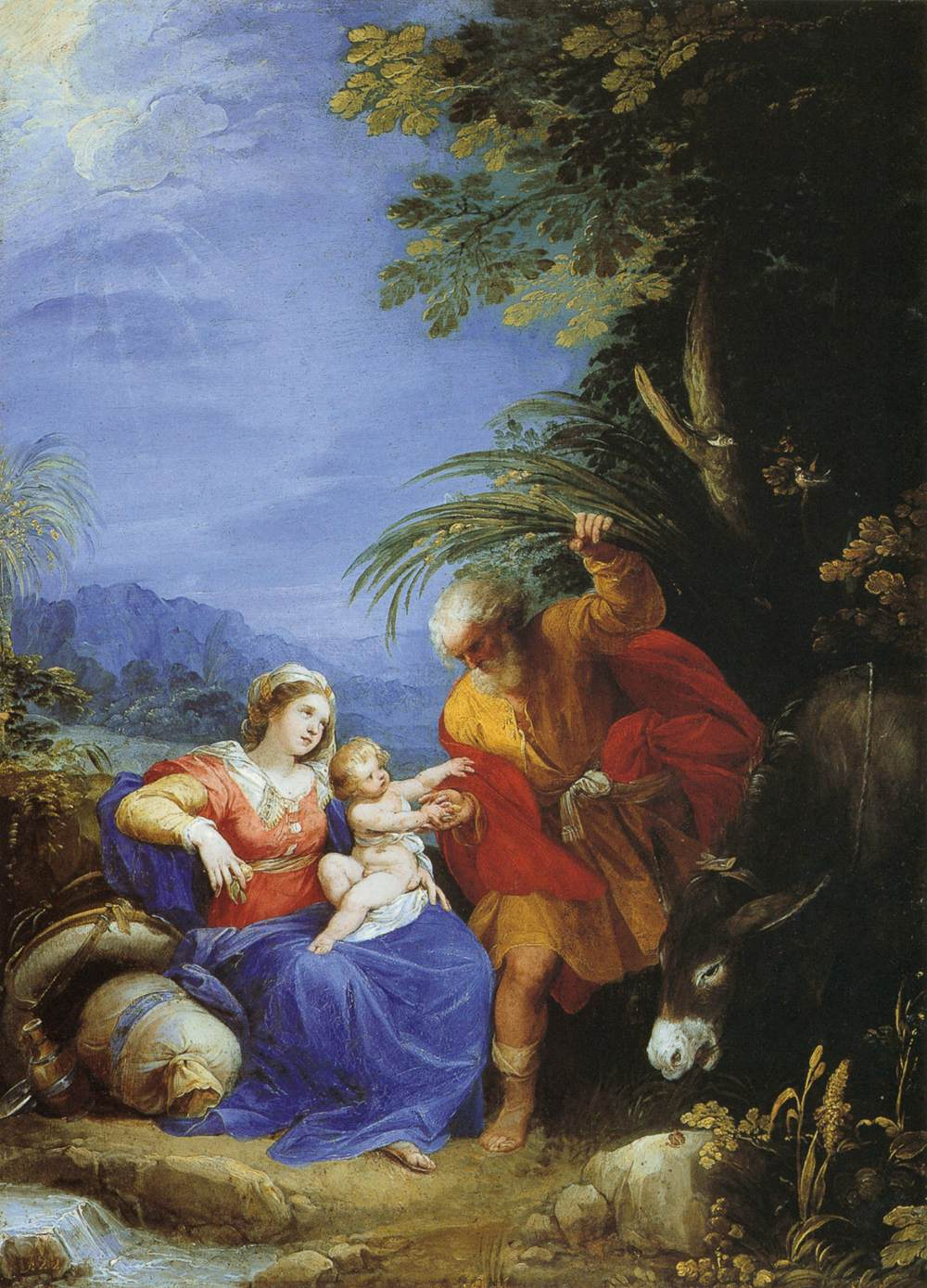
エジプトへの逃避途上の休息 (C.1597)